# Liste der Aussichtstürme im Kanton Nidwalden
Die folgende Liste von Aussichtstürmen enthält Bauwerke im Kanton Nidwalden, welche über für den Publikumsverkehr zugängliche Aussichtsmöglichkeiten verfügen.
| Bild        | Name des Turms | Gemeinde  | Baujahr | Gesamthöhe | Plattformhöhe | Bauwerkstyp | ZoomViewer Panoramabild |
| ----------- | -------------- | --------- | ------- | ---------- | ------------- | ----------- | ----------------------- |
| Schnitzturm | Schnitzturm    | Stansstad | 1315    | 18 m       | 16 m          | Stein       |                         |